# チャールズ・シュライバー・ライフスナイダー

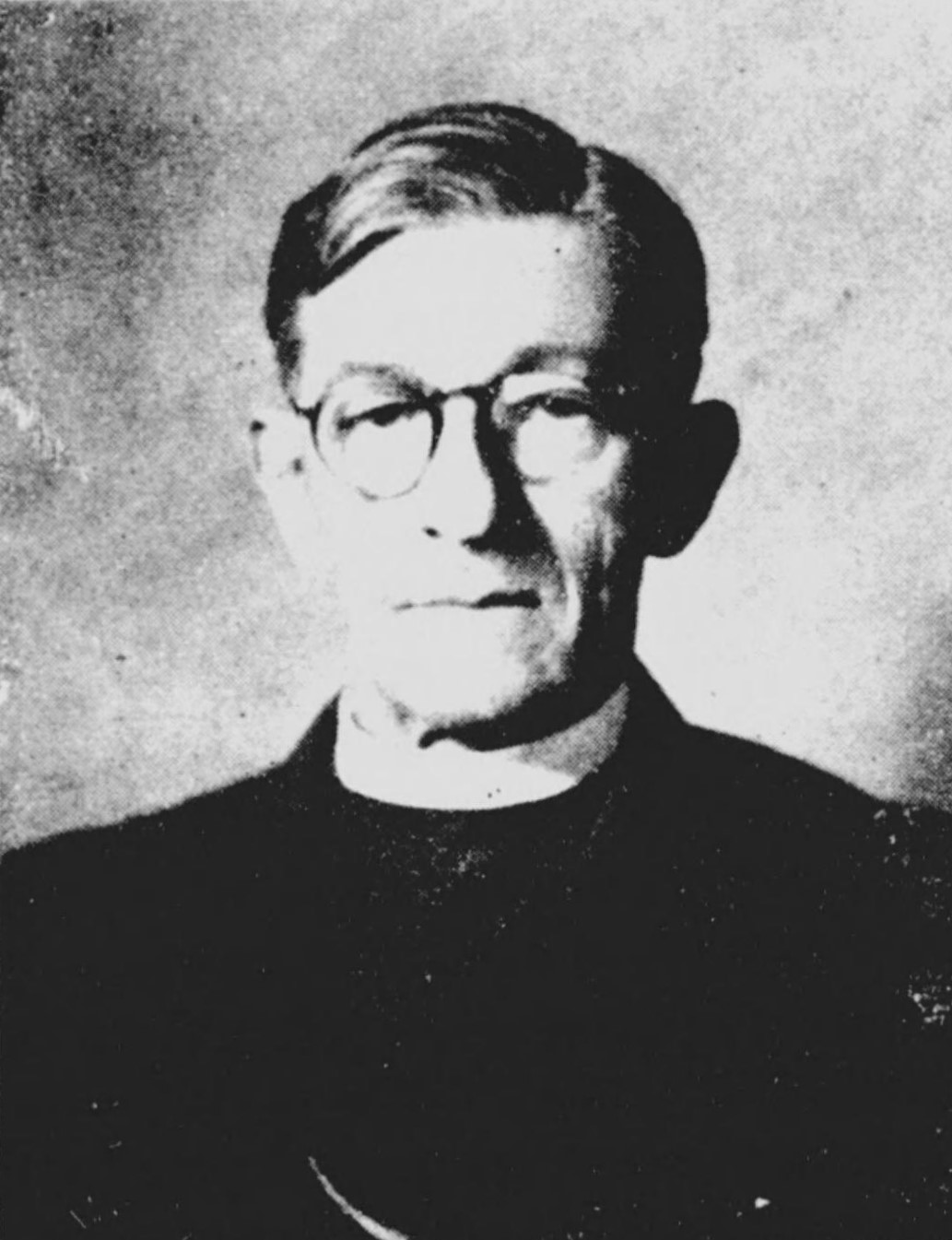
チャールズ・シュライバー・ライフスナイダー（1939年）

チャールズ・シュライバー・ライフスナイダー（Charles Shriver Reifsnider、1875年11月27日 - 1958年3月16日）は、アメリカ出身の日本聖公会主教で、立教学院理事長・総理・総長、立教大学総長、立教女学校学長、聖路加女子学園（現・聖路加国際大学）元理事長、聖路加国際病院元理事長。

## 生涯

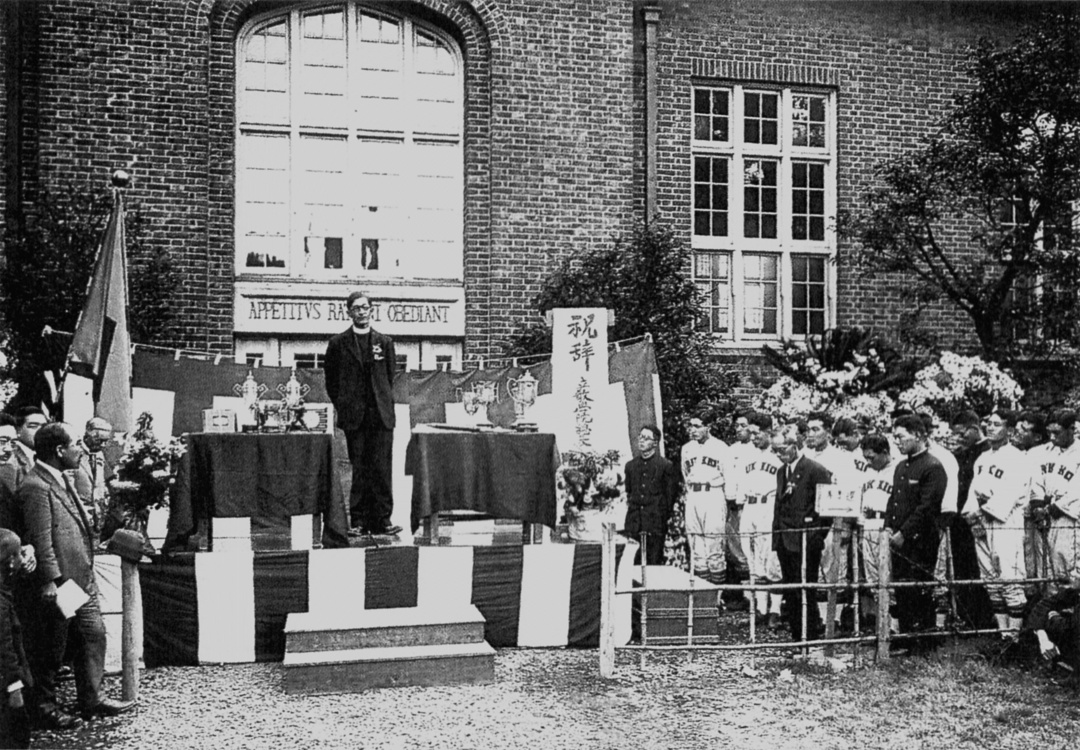
立教大学野球部優勝祝賀会で祝辞を述べるライフスナイダー（1931年）

メリーランド州フレデリック生まれ。ケニオン大学とベックスレー神学校で学んだ。
1901年（明治34年）11月、米国聖公会派遣宣教師として来日。1902年（明治35年）、奈良英和学校の後身である奈良予備学校（夜間校）で教える。同年、ライフスナイダー司祭と若月麻須美伝道師が福井に派遣される。
1903年（明治36年）、ライフスナイダーは福井で教会設立準備をするとともに英語学校を設立する。青年の教育にあたる傍ら、高等教育機関の設立も模索していたとされる。
1912年（大正元年）年、東京に転任し、同年9月にヘンリー・セントジョージ・タッカーの後任の立教学院総理となる。1921年（大正10年）には大学令による立教大学昇格のため単身渡米して資金集めに尽力した。1924年（大正13年）、北関東地方部補佐主教を兼任してジョン・マキムを補佐する。1925年（大正14年）、立教大学総長に就任。新大学令による大学には総長が必要であり、当初は文部省対応のために設けられた役職であったことから、大学事務は学長の杉浦貞二郎が引き続き担うこととなった。また、ライフスナイダーは日本の大学で初めての外国人総長となった。
1931年（昭和6年）立教学院総長、1935年（昭和10年）立教学院理事長に就任。同年、立教女学校学長に就任。
1936年（昭和11年）マキムの後任の主教となる。1938年（昭和13年）聖路加女子学園（現・聖路加国際大学）理事長、聖路加国際病院理事長に就任。日米関係の悪化により1940年（昭和15年）には北関東地方部主教と立教学院理事長兼総長を辞任。翌年10月にはアメリカへの帰国を余儀なくされた。
太平洋戦争中は日系人収容キャンプで管理主教を務めた。
終戦後の1946年（昭和21年）6月、日本聖公会復興使節として再来日した。1947年（昭和22年）に伝道活動から引退し、1958年（昭和33年）にカリフォルニア州パサデナで永眠。その直前に立教大学から名誉博士号を授与された。

## ライフスナイダー館

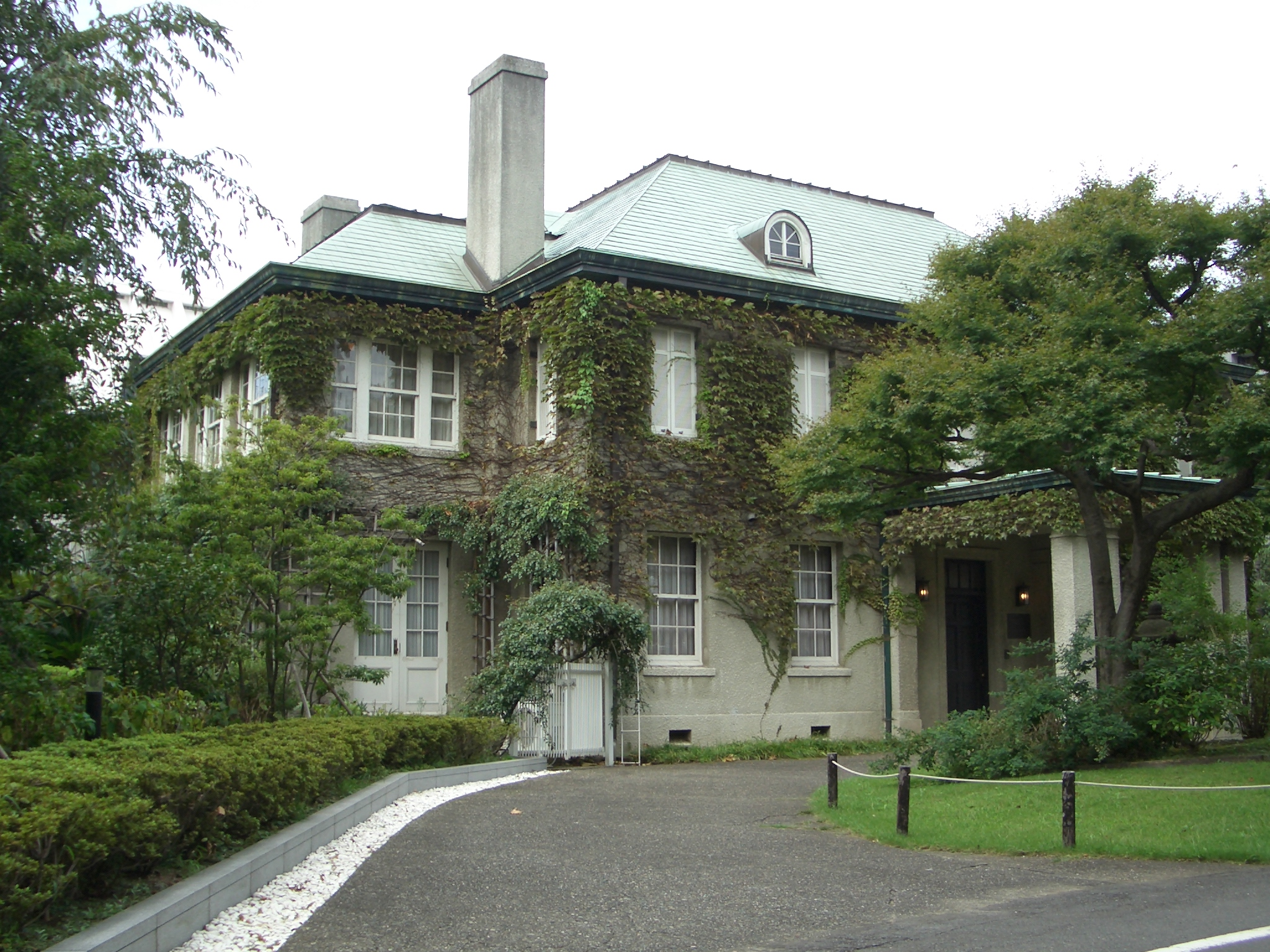
ライフスナイダー館

立教大学池袋キャンパス内にある西洋式住居。1926年から27年にかけて外国人教職員用に10棟建設されたものの一つで、
ライフスナイダーが立教学院理事長兼総長を辞任した後にライフスナイダー館と命名され、学院事務所および会議室として使用した。
現在はレセプションルームや院長室、チャプレン長室、立教英国学院東京事務所として使われている。

## 米国大使館定礎式
1930年（昭和5年）5月26日には、米国大使館が赤坂・霊南坂に翌年3月竣工予定で再建築されることとなり、ライフスナイダーの司会のもとで定礎式が行われた。来賓には牧野伸顕（内府）一木喜徳郎（宮相）、幣原喜重郎（外相）、徳川家達、蜂須賀正韶、渋沢栄一、阪谷芳郎、三井八郎右衛門、有賀長文、池田成彬、串田万蔵、鎌田栄吉、深井英五、児玉謙次、大谷嘉兵衛ら諸氏に、その他日米協会関係者、在留米人など300余名が参集した。会は、ネビル参事官の挨拶があり、次いで日米協会々長として徳川家達の祝辞があり、これに対しウィリアム・リチャーズ・キャッスル大使は「復興の大東京に更に一美観を加へたい」と感謝の言葉を述べ、さらに渋沢栄一が日米親善を説いて祝辞を述べた。その後、キャッスル大使の手によって定礎の儀式を行い、最後にライフスナイダーの祈祷があり、式は4時に閉会した。

## 栄典
- 勲三等瑞宝章（1941年）[11]